# 46563 Oken
46563 Oken è un asteroide della fascia principale. Scoperto nel 1991, presenta un'orbita caratterizzata da un semiasse maggiore pari a 3,0958230 UA e da un'eccentricità di 0,1884686, inclinata di 19,51406° rispetto all'eclittica.